# Tháp nước Vinohrady
Tháp nước Vinohrady (tiếng Séc: Vinohradská vodárna) là một tòa nhà ở Vinohrady ở Praha 10 với chiều cao 40 m so với mặt đường, ban đầu được xây dựng như một tháp nước. Ngày nay kiến trúc của toà nhà có sức ảnh hưởng quan trọng về mặt văn hoá mặc dù giờ đây toà nhà dùng làm văn phòng và căn hộ.

## Lịch sử
Antonin Turek, kiến trúc sư của thành phố, thiết kế và hoàn thiện toà nhà Vinohrady vào năm 1882 với mục đích chứa động cơ hơi nước và hồ chứa dưới lòng đất. Các động cơ có vai trò bơm nước lên bể chứa, tạo nguồn cung cấp nước cho khu vực lân cận.
Tầng thứ bảy của toà nhà có bể nước với sức chứa 200 mét khối cấp nước uống cho Strašnice, Žižkov và Vršovice. Từ khi bước vào hoạt động đến năm 1912, nguồn nước của toà nhà bơm từ sông Vltava, sau này chuyển sang một nhà máy ở Káraný.
Năm 1914, động cơ hơi nước của tháp được thay thế bằng động cơ điện và sử dụng nước đã được xử lý tại một nhà máy ở Podolí. Nước lưu trữ của toàn nhà nằm ở bể chứa dưới lòng đất trước khi bơm lên bể chứa.

## Văn hóa
Hiện nay các động cơ bơm nước của toàn nhà không còn nữa và toà nhà cũng sử dụng để làm văn phòng và căn hộ, tuy nhiên giá trị lịch sử quốc gia của nó là không hề giảm đi. Tiêu biểu vào năm 1991, Bộ Văn hóa Séc đưa đưa toà nhà vào danh sách công trình có tầm quan trọng về văn hoá. Với chiều cao 40 mét so với mặt đường, toàn nhà từng cung cấp tầm nhìn cho chỉ huy khu vực. Trên mỗi góc của toà nhà có những bức tượng của các thiên thần với mặt đồng hồ ở giữa và bên dưới đồng hồ là bốn huy chương kỷ niệm Vinohrady.